# Mario Pereyra (locutor)
Mario Pedro Pereyra, más conocido como Mario Pereyra, (San Juan, 20 de julio de 1943 - Córdoba, 1 de noviembre de 2020) fue un locutor, director de radio y empresario argentino.

## Biografía
Fue uno de los  personajes más determinantes e influyentes de la radiofonía cordobesa en particular y de Argentina en general.
Oriundo de San Juan, cursó el bachillerato en el Colegio Don Bosco; ya al terminar comenzó su carrera en la radio. 
Estuvo en Radio Colón, pasando también por Radio Sarmiento de San Juan, luego tuvo una pasada par Radio del Cuyo, en Mendoza.
Migra a Córdoba junto a su amigo Rony Vargas, con quien se conocían y trabajaban juntos desde los diecinueve años, en 1983, y comienzan su carrera en LV3 Radio Córdoba.
Juntos fue el programa que condujo desde 1984 hasta su muerte en 2020, el cual se convirtió en el programa más escuchado del interior y que muchas veces marcaba la agenda de la política local.[cita requerida]
En 1990 se integró como accionista de Radiodifusora del Centro S.A., empresa a cargo de LV3 desde su privatización. Así asume la dirección artística de la emisora, cargo que ocupó hasta su muerte. Fue uno de los impulsores del proyecto por el cual LV3 se convertiría en la actual Cadena 3 Argentina (tomando el nombre en 1998), haciendo que la radio se expandiera a todo el país.
De perfil antiperonista, muchas veces fue criticado por ser indulgente en entrevistas como la llevada a cabo con el represor Luciano Benjamín Menéndez, realizada a fines de la década de 1980.

## Fallecimiento
Falleció el 1 de noviembre de 2020 a causa de COVID-19 en el Instituto Modelo de Cardiología de la ciudad de Córdoba, donde estaba internado.